# Mohammed Waheed Hassan
Mohammed Waheed Hassan Manik (dhivehi: މުހައްމަދު ވަހީދު ޙަސަން; født 3. januar 1953 i Malé) var Maldivernes præsident fra 2012 til 2013. Han blev taget i ed 7. februar 2012 efter at Mohamed Nasheed fratrådte stillingen. Han var landets vicepræsident fra 11. november 2008. Han er den første maldiviske præsident, som ikke er blevet valgt. Han repræsenterer partiet Gaumee Itthihaad (Det nationale enhedsparti). Han har en doktorgrad fra Stanford University.